# Cestistica Azzurra Orvieto 2018-2019
Questa voce raccoglie le informazioni riguardanti la Cestistica Azzurra Orvieto nelle competizioni ufficiali della stagione 2018-2019.

## Stagione
La Cestistica Azzurra Orvieto sponsorizzata Ceprini Costruzioni, disputa nella stagione 2018-2019 la Serie A2 femminile.

## Rosa
Numeri di maglia
|    | Naz.                | Ruolo | Sportivo                 | Anno | Alt. |  |  |
| -- | ------------------- | ----- | ------------------------ | ---- | ---- |  |  |
| 0  | Italia (bandiera)   |       | Francesca Avenia         | 2001 |      |  |  |
| 0  | Italia (bandiera)   | G     | Emma Coffau              | 1999 | 170  |  |  |
| 3  | Italia (bandiera)   | P     | Vittoria Renna           | 2004 |      |  |  |
| 5  | Italia (bandiera)   | P     | Selene Grilli            | 1999 | 162  |  |  |
| 7  | Italia (bandiera)   | G     | Ludovica Orsini          | 2001 | 170  |  |  |
| 8  | Italia (bandiera)   | C     | Benedetta Corbani        | 2000 | 186  |  |  |
| 9  | Italia (bandiera)   | A     | Marema Soda Diouf        | 2001 | 181  |  |  |
| 11 | Italia (bandiera)   | A     | Denise Cruccolo          | 2002 | 178  |  |  |
| 15 | Italia (bandiera)   | PG    | Chiara Cantone           | 2000 | 170  |  |  |
| 17 | Italia (bandiera)   | G     | Laura Meroni             | 1999 | 177  |  |  |
| 20 | Italia (bandiera)   | G     | Serena Basili            | 2004 | 165  |  |  |
| 24 | Italia (bandiera)   | G     | Cassandra Presta         | 2000 | 177  |  |  |
| 31 | Bulgaria (bandiera) | A     | Emiliya Yankova Yancheva | 1989 | 193  |  |  |
| 32 | Italia (bandiera)   | AC    | Rachele Ceccanti         | 1999 | 184  |  |  |
| 45 | Italia (bandiera)   | G     | Flavia De Cassan         | 1998 | 176  |  |  |

## Mercato
| Acquisti | Acquisti                 | Acquisti            | Acquisti   |
| R.       | Nome                     | da                  | Modalità   |
| -------- | ------------------------ | ------------------- | ---------- |
| *        | Francesca Avenia         | Pall. Colleferro    | definitivo |
| P        | Vittoria Renna           | New Basket 99 Lecce | definitivo |
| G        | Ludovica Orsini          | Bull Latina         | definitivo |
| C        | Benedetta Corbani        | Gilbertina Soresina | definitivo |
| A        | Marema Soda Diouf        | Lupe San Martino    | definitivo |
| A        | Denise Cruccolo          | Basket Todi         | definitivo |
| PG       | Chiara Cantone           | Sive Vittuone       | definitivo |
| G        | Laura Meroni             | Costa Masnaga       | definitivo |
| G        | Serena Basili            | giovanili           | definitivo |
| A        | Emiliya Yankova Yancheva | Slavia Sofia        | definitivo |
| AC       | Rachele Ceccanti         | GMV Ghezzano        | definitivo |
| G        | Flavia De Cassan         | Dike Napoli         | definitivo |

| Cessioni | Cessioni                  | Cessioni               | Cessioni       |
| R.       | Nome                      | a                      | Modalità       |
| -------- | ------------------------- | ---------------------- | -------------- |
| P        | Rachele Porcu             | Magnolia CB            | fine contratto |
| A        | Smiltė Petronytė          | Varese 95              | fine contratto |
| G        | Giovanna Granieri Fiorini | -                      | fine contratto |
| G        | Eva Rupnik                | Eintracht Braunschweig | fine contratto |
| P        | Irene Kolar               | Elite Roma             | fine contratto |
| A        | Martina Lombardo          | -                      | fine contratto |
| A        | Giulia Manzotti           | Verga Palermo          | fine contratto |
| A        | Rachele Boni              | Libertas Forlì         | fine contratto |
| C        | Giorgia Manfrè            | S. Salv. Selargius     | fine contratto |
| A        | Anna Bambini              | Elite Roma             | fine contratto |
| A        | Parthena Chrysanthidou    | Elite Roma             | fine contratto |
| G        | Margherita Monaco         | -                      | fine contratto |